# Gary Krawford
Gary Krawford est un acteur canadien né le 23 mars 1941 à Kitchener (Canada) et mort le 9 décembre 2020.

## Filmographie
- 1976 : Columbo : Old Fashioned Murder (TV) : Watch salesman
- 1979 : The Fantastic Seven (TV)
- 1986 : A Judgment in Stone : Larry
- 1990 : Les Valeurs du cœur (Where the Heart Is) : Presidential Aide
- 1993 : Meurtre que je n'ai pas commis (Woman on the Run: The Lawrencia Bembenek Story) (TV) : Divorce Judge
- 1994 : Free Willy (série télévisée d'animation) : The Machine (a.k.a. Rocklyn Stone)
- 1994 : A Change of Place (TV) : Tourist
- 1995 : Hiroshima (TV) : Potsdam Official
- 1996 : L'Histoire sans fin ("Unendliche Geschichte, Die") (série TV) : Grogroman the Fire Lion (voix)
- 1998 : Silver Surfer : Thanos (Marvel) (voix)
- 2004 : H2O (TV) : Paul Frommer
- 2005 : Our Fathers (TV) : Winston Reed
- 2006 : The Very Good Adventures of Yam Roll in Happy Kingdom (série TV) : Spicy Tuna Cone (voix)